# Elmer Niklander
Elmer Niklander (Finlandia, 19 de enero de 1890-12 de noviembre de 1942) fue un atleta finlandés, especialista en la prueba de lanzamiento de disco en la que llegó a ser campeón olímpico en 1920.

## Carrera deportiva
En los JJ. OO. de Estocolmo 1912 ganó la medalla de bronce en el lanzamiento de peso con dos manos, llegando hasta los 27.14 metros, siendo superado por los estadounidenses Ralph Rose y Patrick McDonald (plata con 27.53 metros). Y también ganó la medalla de plata en lanzamiento de disco con dos manos, llegando a los 77.96 metros, tras su compatriota Armas Taipale y por delante del sueco Emil Magnusson (bronce con 77.37 m).
En los JJ. OO. de Amberes 1920 ganó la medalla de plata en el lanzamiento de peso, llegando hasta los 14.155 metros, tras su compatriota Ville Pörhölä (oro con 14.81 metros) y por delante del estadounidense Harry Liversedge (bronce); y el oro en el lanzamiento de disco, llegando hasta los 44.68 metros, superando a su compatriota Armas Taipale y al estadounidense Gus Pope.